# الشرطة المدنية الوطنية (السلفادور)
الشرطة المدنية الوطنية في السلفادور (بالإسبانية: Policía Nacional Civil de El Salvador)‏، والمعروفة أيضًا باسم PNC، هي الشرطة المدنية الوطنية في السلفادور. على الرغم من أن الشرطة المدنية الوطنية ليست جزءًا من القوات المسلحة للسلفادور (الجيش والبحرية والقوات الجوية)، إلا أنها تشكل إلى جانبهم «القوة المدنية». تم إنشاؤه بعد توقيع اتفاقيات السلام في قلعة تشابولتيبيك في مكسيكو سيتي في 16 يناير 1992، وبدأت العمليات في 1 فبراير 1993، من أجل ضمان النظام والسلامة والهدوء العام في كل ركن من أركان السلفادور.